# Schemokmedi

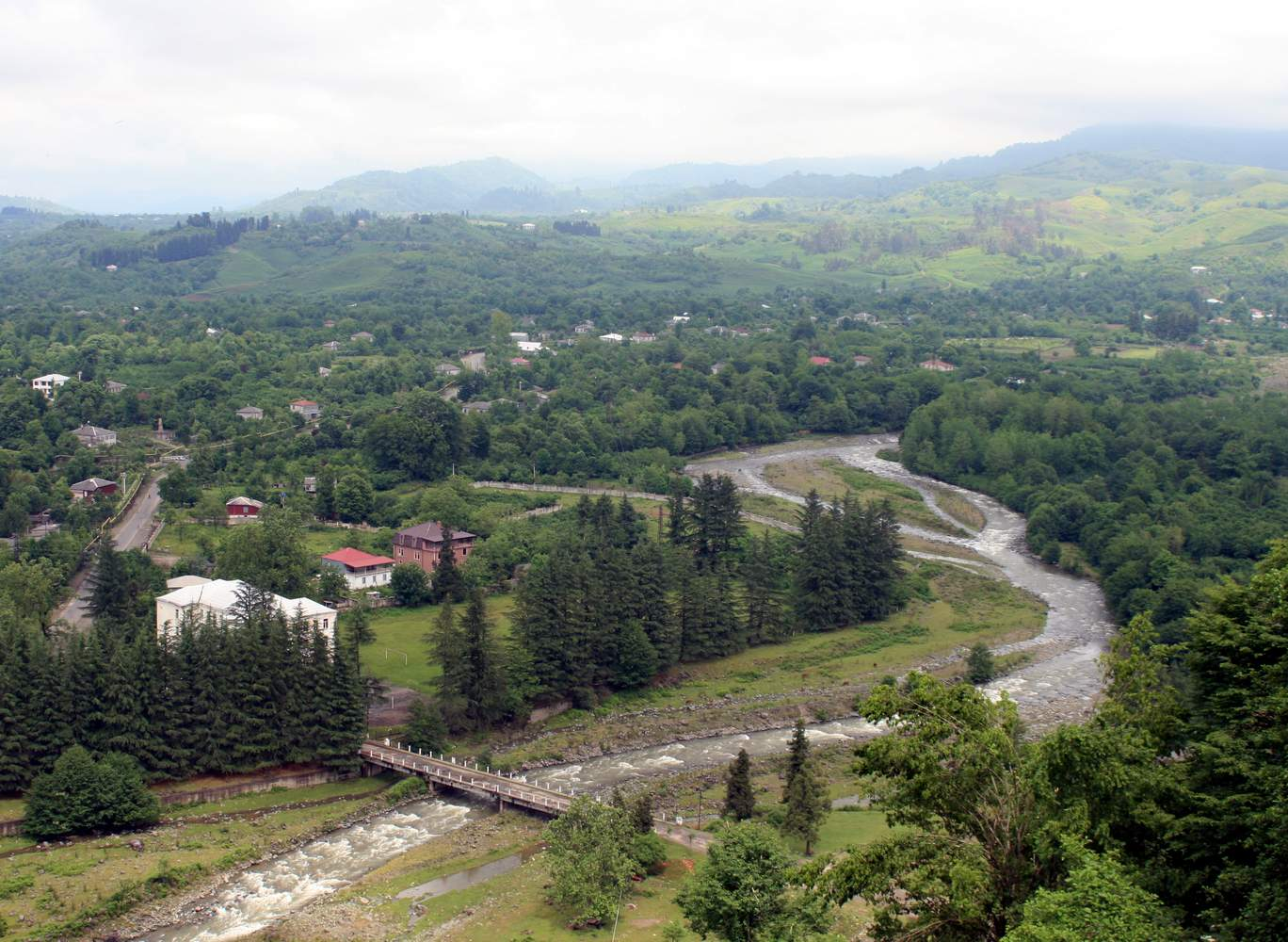
Schemokmedi

Schemokmedi (georgisch შემოქმედი) ist ein Dorf in Georgien, in der Region Gurien, in der Munizipalität Osurgeti.
Schemokmedi befindet sich am Ufer des Flusses Bschuschi (georgisch ბჟუჟი), 7 Kilometer östlich von Osurgeti. 2014 hatte das Dorf 1322 Einwohner.
In Schemokmedi befindet sich das Schemokmedi-Kloster, welches das Zentrum der Diözese Schemokmedi ist. Im Dorf befindet sich außerdem die mittelalterliche Kirche Gorisperdi.